# Dudciîne, Kahovka
Dudciîne (în ucraineană Дудчине) este localitatea de reședință a comunei Dudciîne din raionul Kahovka, regiunea Herson, Ucraina.

## Demografie
Componența lingvistică a localității Dudciîne
     Ucraineană (92,91%)
     Rusă (5,53%)
     Alte limbi (0,31%)
Conform recensământului din 2001, majoritatea populației localității Dudciîne era vorbitoare de ucraineană (92,91%), existând în minoritate și vorbitori de rusă (5,53%).